# Deschampsia
Genre
Deschampsia est un genre de plantes monocotylédones de la famille des Poaceae (graminées), sous-famille des Pooideae, répandues dans les régions tempérées des deux hémisphères ainsi que dans les prairies d'altitude des régions tropicales.  Ce genre comprend environ 40 espèces ; l'espèce-type est Deschampsia caespitosa P.Beauv. 
Ce sont des plantes herbacées, annuelles ou vivaces, rhizomateuses ou stolonifères, cespiteuses ou décombantes, dont les tiges (chaume) peuvent atteindre 2 m de haut, et dont les inflorescences sont composées en panicules généralement ouvertes.
Certaines de ces espèces sont cultivées comme plantes fourragères, de nombreuses autres sont considérées comme des mauvaises herbes des cultures. 
Le nom générique, « Deschampsia », lui a été attribué en 1812 par Palisot de Beauvois en hommage au botaniste et naturaliste français Louis Auguste Deschamps.

## Liste d'espèces
Selon The Plant List (6 octobre 2017) :
- Deschampsia airiformis (Steud.) Benth. & Hook.f. ex B.D.Jacks.
- Deschampsia angusta Stapf & C.E.Hubb.
- Deschampsia antarctica É.Desv.
- Deschampsia argentea Lowe
- Deschampsia atropurpurea (Wahlenb.) Scheele
- Deschampsia berteroana (Kunth) F.Meigen
- Deschampsia cespitosa (L.) P.Beauv.
- Deschampsia chapmanii Petrie
- Deschampsia chinensis Y.Yabe
- Deschampsia christophersenii C.E.Hubb.
- Deschampsia cordillerarum Hauman
- Deschampsia danthonioides (Trin.) Benth.
- Deschampsia domingensis Hitchc. & Ekman
- Deschampsia elongata (Hook.) Munro
- Deschampsia flexuosa (L.) Trin.
- Deschampsia foliosa Hack.
- Deschampsia gracillima Kirk
- Deschampsia hybridogena Tzvelev
- Deschampsia kingii (Hook.f.) É.Desv.
- Deschampsia klossii Ridl.
- Deschampsia koelerioides Regel
- Deschampsia laxa Phil.
- Deschampsia liebmanniana (E.Fourn.) Hitchc.
- Deschampsia ligulata (Stapf) Henrard
- Deschampsia looseriana Parodi
- Deschampsia maderensis (Hack. & Bornm.) Buschm.
- Deschampsia media (Gouan) Roem. & Schult.
- Deschampsia mejlandii C.E.Hubb.
- Deschampsia mendocina Parodi
- Deschampsia mexicana Scribn.
- Deschampsia mildbraedii Pilg.
- Deschampsia minor Clayton
- Deschampsia neumanniana (Dörfl.) Hyl.
- Deschampsia nubigena Hillebr.
- Deschampsia parvula (Hook.f.) É.Desv.
- Deschampsia patula (Phil.) Skottsb.
- Deschampsia pusilla Petrie
- Deschampsia robusta C.E.Hubb.
- Deschampsia setacea (Huds.) Hack.
- Deschampsia tenella Petrie
- Deschampsia venustula Parodi
- Deschampsia wacei C.E.Hubb.